# Dia festiu
Un dia festiu o dia de festa és un dia que hom no treballa perquè cal commemorar un esdeveniment o perquè és diumenge. Es distingeixen dels dies naturals o tots els dies del mes i dels dies hàbils també anomenat dia de feina, dia feiner, faener o obrer. És un dia oficialment reconegut per al repòs i el lleure excepte per als serveis d'emergència i altres professions amb servei continu. Generalment és un dia fix a la setmana: el diumenge (en països de tradició cristiana), dissabte (tradició jueva) o divendres (tradició musulmana) i es recorda la creació del món, on Déu es descansà després de crear el món. De fet aquest dia es considera en les respectives tradicions com el jorn ideal per anar a la reunió de fidels, per exemple la missa cristiana del diumenge. A l'època romana els dies festius es publicaven en els anomenats fasti.
A part dels descansos setmanals són també dies festius cada país o regió per exemple la diada del patró, de la declaració d'independència, de records de batalles històriques i similars. En aquests dies, ultra permetre de no anar a treballar, es solen organitzar segons el cas festivitats solemnes, desfilades militars, cerimònies religioses o civils, manifestacions, vies catalanes….
Els dies festius són reconeguts dins la legislació laboral com a remunerats. Els empleats que han de treballar (serveis mèdics, turístics, seguretat…) reben una compensació. Hi ha dies festius nacionals, regionals, municipals que es fixen per decret. Cada sector o empresa pot decidir d'atorgar dies de festa suplementaris. No s'ha de confondre els dies festius amb les vacances.2019

## Festius a l'Estat espanyol
Els dies festius laborables a l'Estat espanyol estan limitats a 14 per any, dos podent ser locals. Tenen caràcter retribuït i no recuperable. Perquè es respecten els festius estatals, el govern pot traslladar als dilluns següents les festes estatals d'entre setmana. Són establits per la Direcció General del Treball, que depèn del Ministeri de Treball i Assumptes Socials.
| - 1 de gener, Any nou. - 6 de gener, Dia de Reis. - Divendres Sant. - 1 de maig, Dia del Treballador. - 15 d'agost, Assumpció de Maria. | - 12 d'octubre, Dia de la Hispanitat - 1 de novembre, Tots Sants - 6 de desembre, Dia de la Constitució - 8 de desembre, La Puríssima - 25 de desembre, Dia de Nadal |

## Festius a Catalunya Nord i a Andorra
A Andorra, la legislació andorrana fixa 14 dies de festa laboral de caràcter nacional, alhora que permet al Comú de cada parròquia d'establir 4 festes locals suplementàries. Destaquen com a festes pròpies andorranes el Dia de la Constitució (aprovada el 1993) i el dia de la patrona d'Andorra, Nostra Senyora de Meritxell.
A Catalunya Nord s'aplica la legislació francesa, en concret el Codi de Treball, que estableix 11 dies festius a tot França. A més de la Festa Nacional francesa del 14 de juliol, destaquen dos altres dies festius que corresponen a l'acabament de les dues guerres mundials: l'Armistici de 1918 i la Victòria dels Aliats de 1945.